# Kaliwerk Glückauf Sondershausen
Das Kaliwerk „Glückauf“ Sondershausen befindet sich in Sondershausen im Kyffhäuserkreis in Thüringen. Es ist das älteste noch befahrbare Kalibergwerk der Welt und gilt als elftes deutsches Kalibergwerk. Aktuell dient es als Erlebnisbergwerk und der Steinsalzförderung. Die Lagerstätte erstreckt sich auf einer Fläche von über 23 km². Der Werksaufbau und die Bohrung des ersten Schachts begannen 1893, der erste Lagerfund von Carnallitit / Kaliflöz Staßfurt (K2) erfolgte bereits im Mai 1892 durch den Unternehmer Heinrich Brügman aus Brünninghausen, einem Ortsteil von Dortmund. Seit 2006 werden jährlich 200.000 t Steinsalz als Streusalz für den Winterdienst gefördert.

## Geschichte

### Entdeckung der Salzlager
Am 13. März 1891 beantragte der Unternehmer Heinrich Leonhard Brügman (1832–1893) die Ausstellung eines Schürfscheins beim fürstlichen Landrat Henniger in Sondershausen. Er war ausgebildeter Markscheider, Direktor der Dortmunder Union-Brauerei sowie Grubenvorstandsmitglied der Gewerkschaft Wilhelmshall zu Anderbeck und wollte im Fürstentum Schwarzburg-Sondershausen nach Kali suchen. Am 15. Juni wurde ihm die Schürfgenehmigung erteilt, so dass bereits ab 1. August desselben Jahres die geplante Erkundungsbohrung durchgeführt werden konnte. Brügman erhielt ein 2,7 Hektar großes Schürffeld an der sogenannten Gänsespitze bei Jecha.
Am 1. Dezember 1891 stieß die Bohrung in 465,2 m Teufe auf ein etwa 10 m mächtiges Steinsalzlager, das der geologischen Formation des Allersteinsalzes angehörte. Ein halbes Jahr später wurde in 616 m Teufe ein 25 m mächtiges Carnallititlager, das Kaliflöz Staßfurt, erbohrt. Nach 700,72 m endete die Bohrung im Staßfurtsteinsalz.

### Die Gründungsjahre von 1892 bis 1898

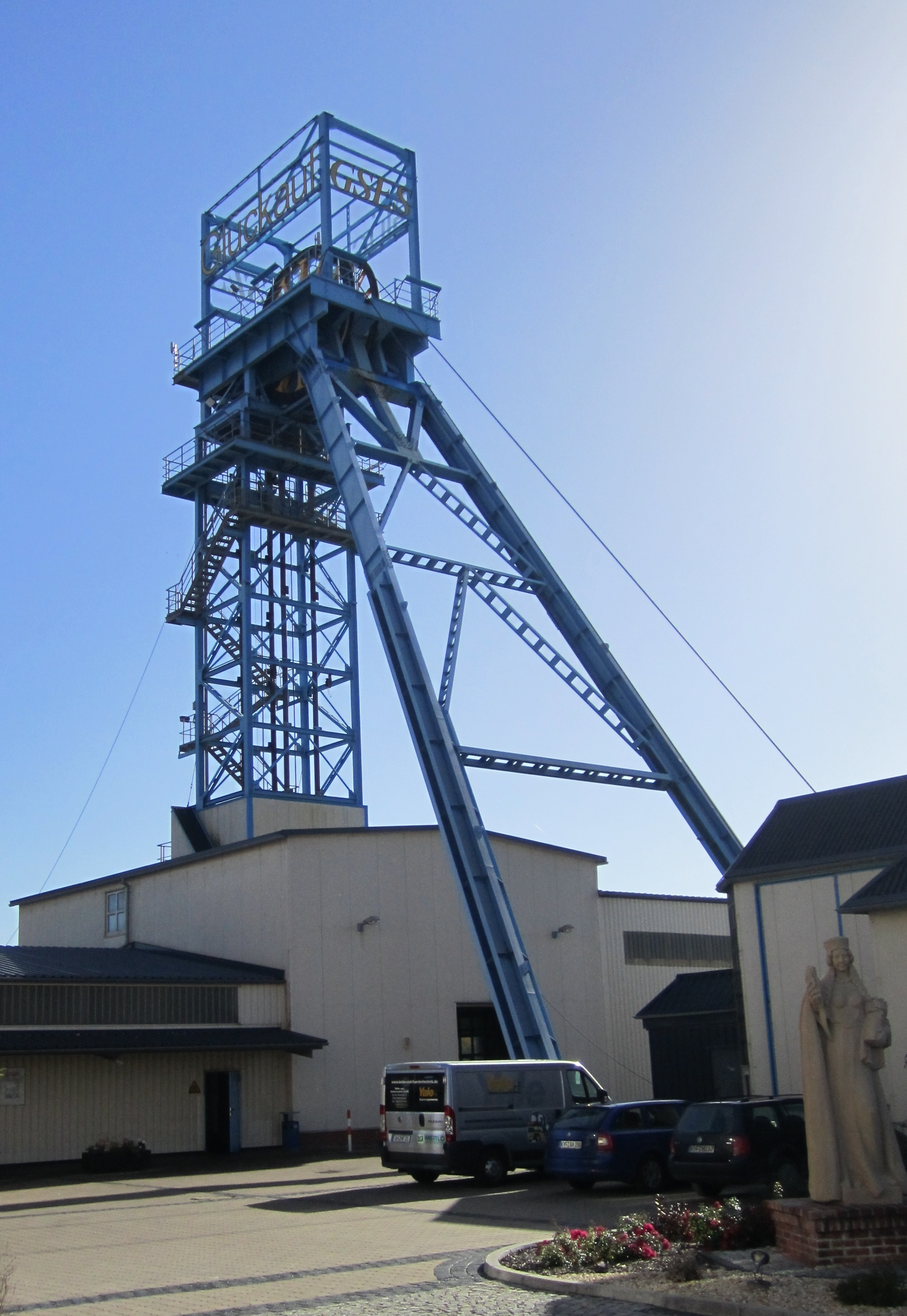
Brügmanschacht, Einfahrt zum Erlebnisbergwerk

Zu jener Zeit besaß das Königreich Preußen das Kalimonopol und wollte sich dies mit der sogenannten Schutzbohrgemeinschaft erhalten. Diese hatte das Ziel, Sperrverhandlungen zu führen und sämtliche private Aktivitäten in der Kaliindustrie über die Grenzen Preußens hinaus zu unterbinden, was vom Oberbergamt und dem preußischen Minister für Handel und Gewerbe unterstützt wurde.
Auch in Sondershausen wurden mit der fürstlichen Regierung solche Gespräche geführt, die jedoch letzten Endes nicht besonders fruchteten. Denn Brügman wollte nicht blockieren, sondern produzieren, Arbeitsplätze schaffen und Aufträge für das lokale Gewerbe vergeben. Das bedeutete einen gewaltigen wirtschaftlichen Aufschwung für das kleine Land, das flächenmäßig nicht größer war als die Insel Rügen. Damit verbunden waren auch reichliche Zuwächse für das Staatsbudget des Fürstentums.
Zum Schluss der Verhandlungen wurde ein einmaliger Kompromiss zwischen den Parteien geschlossen. Die Gründung des elften deutschen Kaliwerks im Fürstentum Schwarzburg-Sondershausen wurde von preußischer Seite akzeptiert, jedoch musste es das einzige bleiben. Jegliche Neugründungen wurden blockiert und verboten. Somit erhielt Brügman die alleinigen Kaligewinnungsrechte für eine Fläche von 519,126 km², auf der theoretisch 25 große Kaliwerke Platz gefunden hätten.
Am 20. November kam es zum Abschluss des endgültigen Kaufvertrags mit Zustimmung des Landtags und des Landesherren, Fürst Karl Günther. Auf Grund der gewaltigen Fläche hätte die Verkaufssumme 3 Millionen Mark betragen, die Brügman als einzelner Investor nicht zahlen konnte. So einigte man sich auf ein jährliches Grubengefälle von 40.000 Mark und 15 Prozent vom Reingewinn des Werks auf unbestimmte Zeit.
Am 9. Februar 1893 gründete Brügman mit Unterstützung des in Köln ansässigen A. Schaaffhausen’schen Bankvereins die Gewerkschaft Glückauf-Sondershausen. Bis zur vollständigen Betriebsaufnahme 1898 beliefen sich die Investitionen auf 4.976.094,14 Mark.

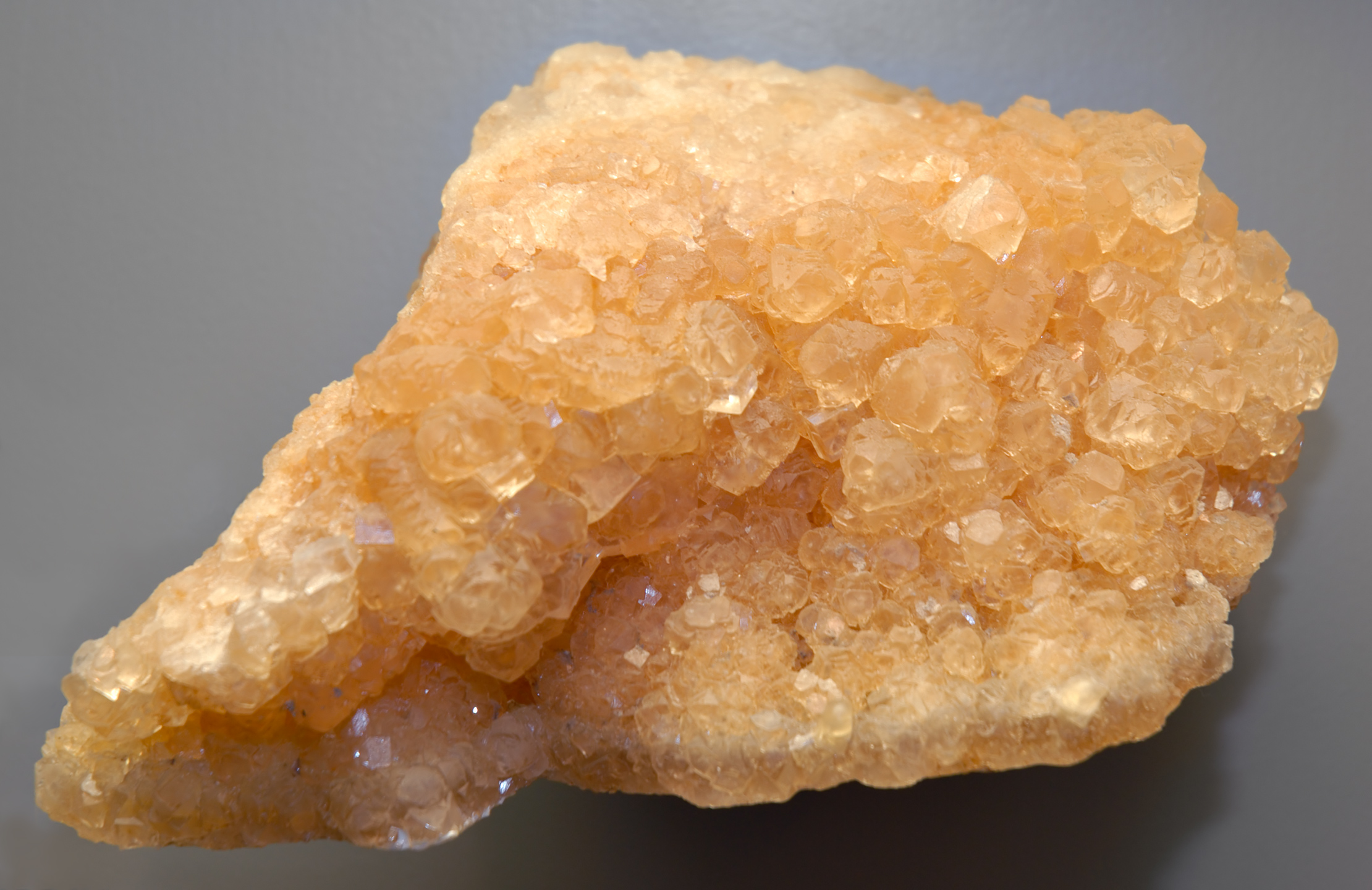
Sondershäuser Sylvin

Der erste Spatenstich zur Bohrung des Kalischachts erfolgte am 1. Mai 1893 zwischen den Dörfern Stockhausen und Großfurra nahe der Eisenbahnlinie Erfurt-Nordhausen und am Ufer der Wipper. In 634 m Teufe stieß man auf ein 14 m mächtiges Kalisalzflöz aus den Mineralien Sylvin, Halit und Anhydrit. Die Aufnahme der Förderung erlebte Brügman nicht mehr, er starb am 10. Dezember 1893 in Köln an Influenza. Ihm zu Ehren taufte man den ersten Sondershäuser Schacht auf den Namen Brügmanschacht.
Man begann 1896 mit der Förderung von 32.100 Tonnen Kalisalz, das zunächst unvermahlen versandt wurden. Zwei Jahre später und nach Fertigstellung der Chlorkaliumfabrik verließ am 24. Februar die erste Ladung Chlorkaliumkonzentrat als landwirtschaftlicher Dünger das Sondershäuser Werk.
Schließlich wurde die Gewerkschaft Glückauf-Sondershausen am 1. März 1898 offiziell Vollmitglied des deutschen Kalisyndikats mit provisorischen, sehr geringen Produktionsquoten, die bereits 1896/1897 galten.

### Folgeentwicklung und Expansion bis 1926

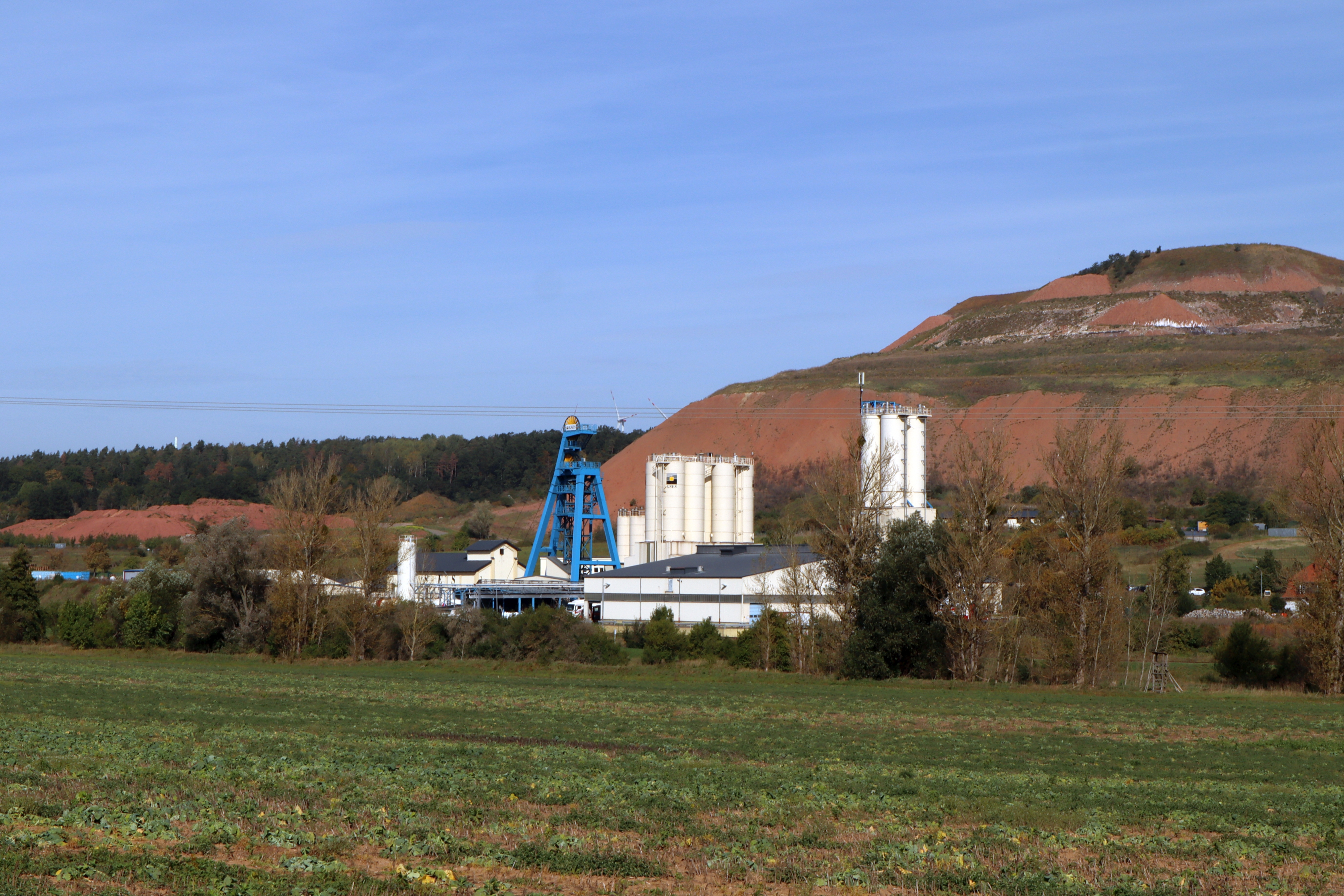
Esserschacht (Schacht V)

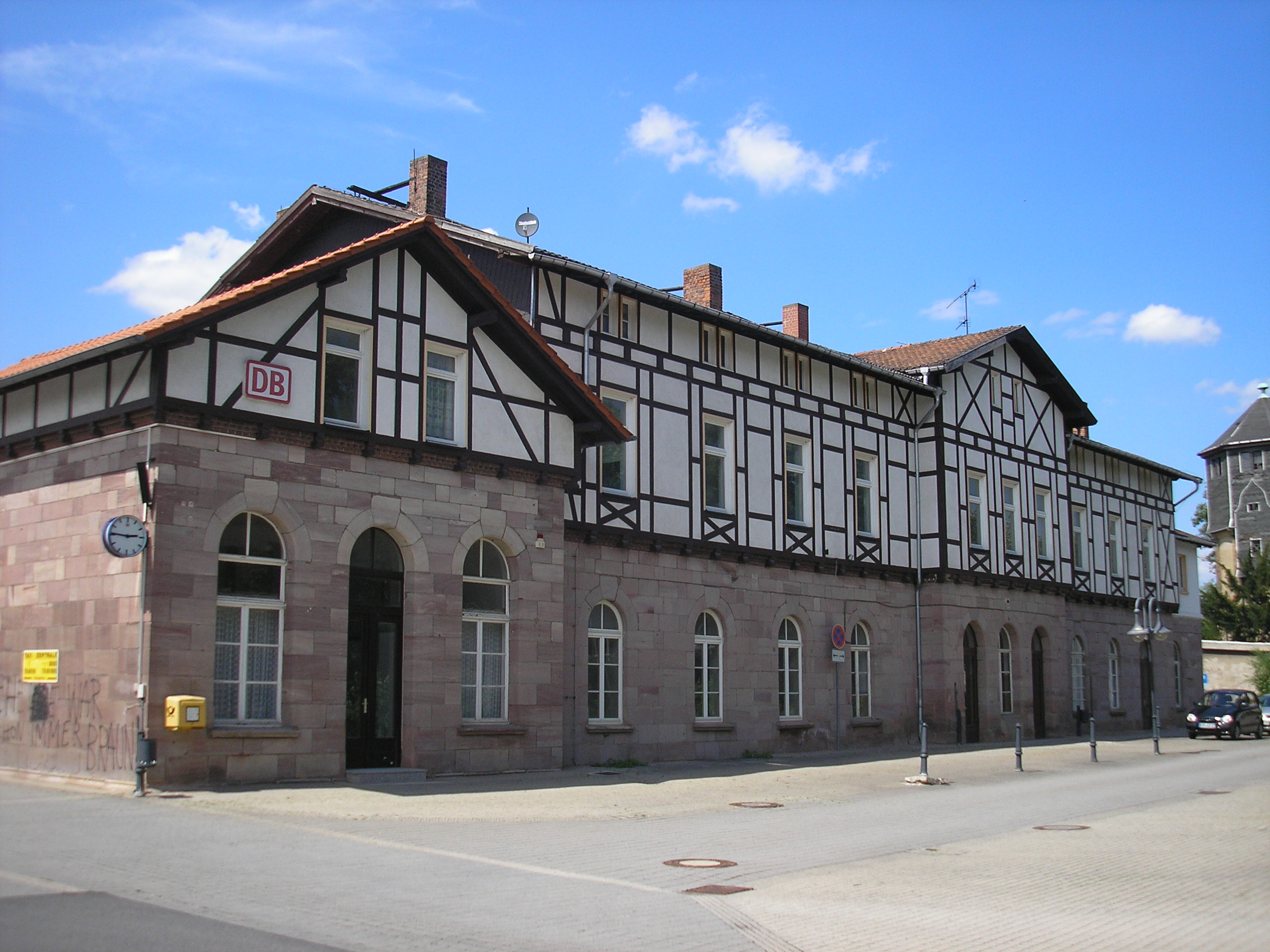
Hauptbahnhof Sondershausen

Eine zweite Syndikatsperiode von 1899 bis 1901 mit neuer Quotenrechnung und -verteilung wirkte sich hinsichtlich der Qualität positiv auf Sondershausen aus, quantitativ jedoch nicht. „Glückauf“ erhielt gerade einmal 55 % der durchschnittlichen Quote der Werke im Syndikat. Die dritte Periode (1902–1904) hob nach immer lauter werdenden Protesten die Quote auf rund 70 % an. Doch die Produktion in Bezug auf den Absatz stieg nicht mehr an, da um die Jahrhundertwende massenhaft private Bohrgesellschaften gegründet wurden. 1910 erließ Kaiser Wilhelm II. das 1. Reichskaligesetz, das den Absatz regelte und Werksneugründungen verhinderte. In Bezug auf die Quotenvergabe und -höhen hatte diese staatliche Regulierung eine positive Wirkung auf das Werk in Sondershausen.
Um neue Förder- und Absatzquoten für das Werk zu erzielen, setzte sich der Schwarzburg-Sondershäuser Staatsminister Hermann Petersen für den Bau eines zweiten Schachtes ein. Im Oktober 1909 wurde der Schacht II in 790 m Teufe in der Nähe vom Sondershäuser Hauptbahnhofs und des Dorfes Bebra niedergebracht. Einen Teil der Gerechtsamen Glückauf-Sondershausen bildete nun die Gerechtsame der neugegründeten Gewerkschaft „Glückauf-Bebra“, einer Tochtergesellschaft. Damit zählte der Schacht II zu den ersten vier in Deutschland geteuften Zweitschächten in der Kaliindustrie. Da das Werk am Einfallstor der Residenzstadt – dem Bahnhof – entstand, sollte nach fürstlicher Anordnung die Bergwerksanlage eine ästhetisch anspruchsvolle Gestaltung erhalten. Es wurde eine besondere Komposition aus traditioneller Bauweise und Industriearchitektur geschaffen, die Gestaltungsprinzipien des Jugendstils in sich vereint. Insbesondere das 44 m hohe Fördergerüst gilt als herausragend. Es wurde auf Wunsch des Fürsten in seiner Grundform dem Pariser Eiffelturm nachempfunden und zählt heute neben dem Residenzschloss zu den Wahrzeichen der Stadt Sondershausen. Zu Ehren des Staatsministers wurde dem Schacht der Name Petersenschacht verliehen.
In den Folgejahren strebte man eine weitere Expansion an. Da man auf Grund der Verträge mit der preußischen Schutzbohrgemeinschaft keine weiteren selbständigen Bergwerks-Unternehmen im Fürstentum gründen konnte, nutzte man eine „Lücke“ im Vertragswerk, indem zahlreiche Tochtergesellschaften gegründet wurden, für die man eigenständige Quoten erhielt.
Am 5. April 1909 existierten folgende fünf Gewerkschaften mit den zugehörigen Anteilen der Gesamtfläche mit den Kaligewinnungsrechten:
1. Glückauf-Sondershausen (22,7 %)
2. Glückauf-Bebra (8,2 %)
3. Glückauf-Ost (14,4 %)
4. Glückauf-Ebeleben (20,2 %)
5. Glückauf-West (21,3 %)

Bis 1914 wurden die Schächte III bis VI abgeteuft. Ihnen wurden die Namen der Vorsitzenden des Grubenvorstands gegeben. Der 655 m tiefe Schacht III (1911/1912) der Glückauf-Berka wurde Müserschacht getauft. Der 746 m tiefe Schacht IV (1911–1913) der Glückauf-Ost erhielt den Namen Raudeschacht. Der Dr.-Esser-Schacht (1912/13) und der von-Nesse-Schacht (1912–1914) gehörten als Schacht V mit 752 m und Schacht VI mit 615 m Teufe zur Gewerkschaft Glückauf-Ost.
Damit entwickelte sich „Glückauf“ 1914 zu einem Kalikonzern und stand an zehnter Stelle unter den 29 Gesellschaften, die 82 % der deutschen Kaliproduktion erbrachten.
Der Erste Weltkrieg brachte große Einschränkungen mit sich. Der Export ins Ausland versiegte, die Produktion und die Gewinne sanken, die Ausgaben stiegen. Viele Arbeiter wurden zur Armee eingezogen, Kriegsgefangene und Zwangsarbeiter konnten den Mangel nicht ausgleichen. Erst als man später mit dem Kalidünger die Hungersnot bekämpfen wollte, stiegen Nachfrage und Produktion. In den Kriegsjahren wurden die Schächte I, III, V und VI stillgelegt. Nur noch der Brügmanschacht und der Raudeschacht blieben – teilweise unregelmäßig – in Betrieb.
Bereits ab 1917/1918 deutete sich eine Wende an. Man erwarb Kuxe der Gewerkschaft Hohenzollernhall in Freden an der Leine, und schließlich wurde sie im März 1918 in die Gewerkschaft „Glückauf-Sondershausen“ integriert. Noch in der Kriegszeit wurden die Gewerkschaften Anna und Reichensland im Elsass und in Lothringen aufgekauft, die jedoch durch den Versailler Vertrag 1919 wieder verloren gingen. Auch große Anteile der Kaliwerke „Großherzog von Sachsen“ AG in Dietlas mit drei Schächten und der Gewerkschaft Heiligenmühle mit zwei Schächten bei Oechsen wurden erworben.
Nach dem Krieg wurde am 24. April 1919 in der Weimarer Nationalversammlung ein neues Reichskaligesetz als „Gesetz über die Regelung der Kaliwirtschaft“ mit 107 Paragraphen verabschiedet. Hierbei musste sich die gesamte deutsche Kaliindustrie in einem Zwangssyndikat zusammenschließen. Das bedeutete, dass die Gewerkschaft Glückauf-Sondershausen bald ihre wirtschaftliche Selbständigkeit verlor. Anfang 1922 wurde die Übernahme des Glückauf-Konzerns durch den Wintershall-Konzern über dessen Finanzierungsgesellschaft Kali-Industrie AG eingeleitet, die bald zum einzigen deutschen Kalikonzern wurde. Am 20. September 1926 einigte sich die Sondershäuser Gewerkenversammlung auf die Liquidation ihres Unternehmens, somit ging Glückauf nach 34 Jahren seines Bestehens im Wintershall-Konzern auf.

## Nachkriegszeit
Der Standort Sondershausen entwickelte sich zum Kalikombinat der DDR. 96 Jahre, bis 1991 wurde hier Kalisalz gefördert. Zum Zeitpunkt der Schließung arbeiteten fast 3000 Menschen am Standort Sondershausen. Insgesamt förderte das Werk zwischen 1896 und 1991 110 Millionen Tonnen Rohsalz. Allein im Jahr 1989 wurde eine Fördermenge von 2,3 Millionen Tonnen erbracht. Das Kalisalz wurde vorwiegend in einer eigenen Fabrik zu Düngemitteln verarbeitet. 
1995 wurde die Glückauf Sondershausen Entwicklungs- und Sicherungsgesellschaft mbH (GSES GmbH) gegründet, die sich fortan unter anderem um den Versatz kümmerte. Seit 2006 werden jährlich 200.000 t Steinsalz als Streusalz für den Winterdienst gefördert. 2011 wurden rund 230 Mitarbeiter beschäftigt.
Im Jahre 2018 wurde das Fördergerüst des Esserschachtes durch ein neues ersetzt.
Das Bergwerk dient der Entsorgung industrieller Reststoffe.

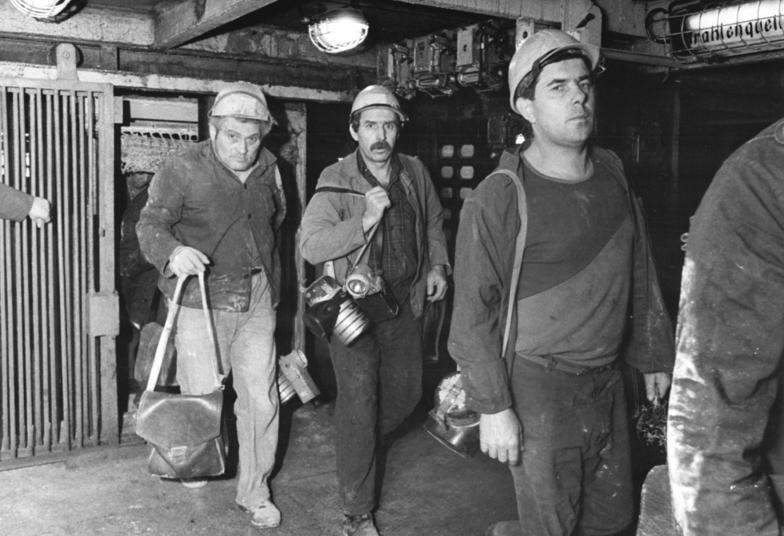
Bergarbeiter zu Schichtbeginn (1989)
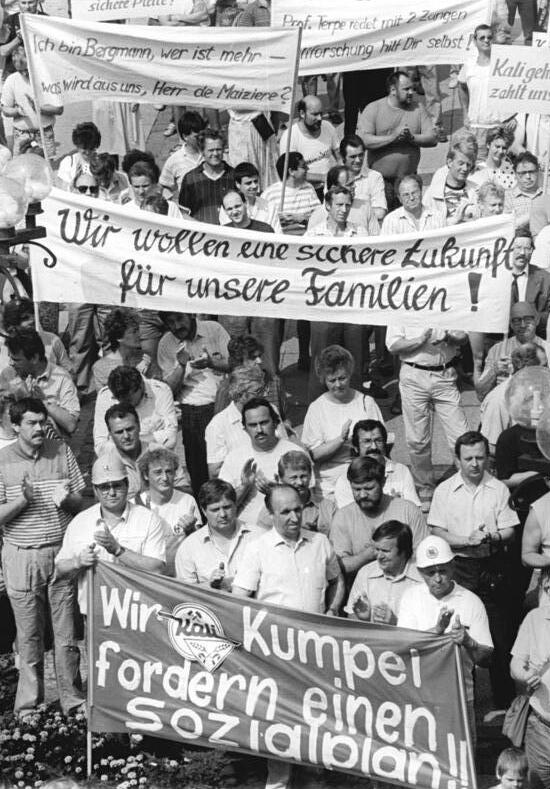
Protest gegen die Grubenschließung (1990)
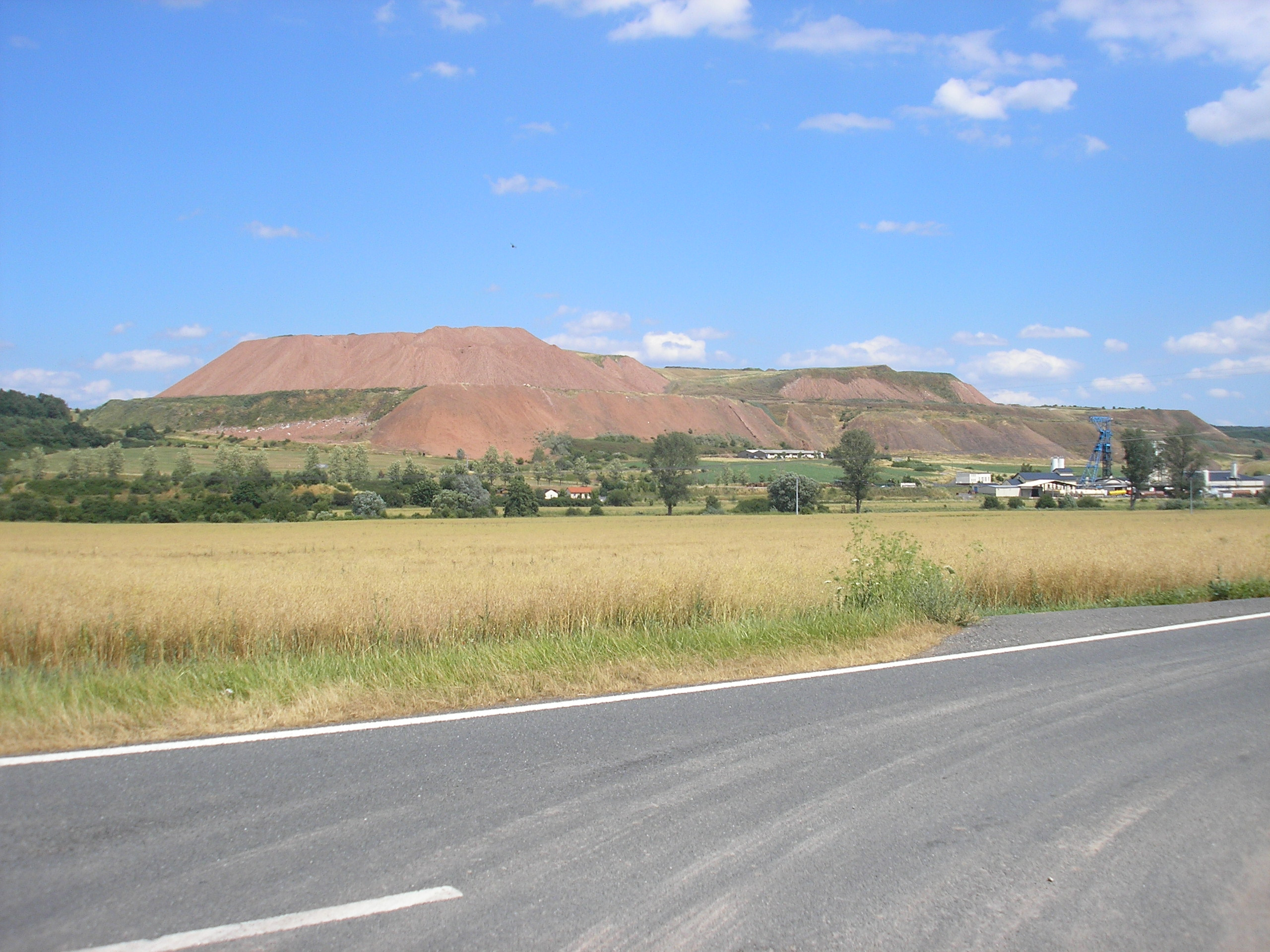
Salzhalden
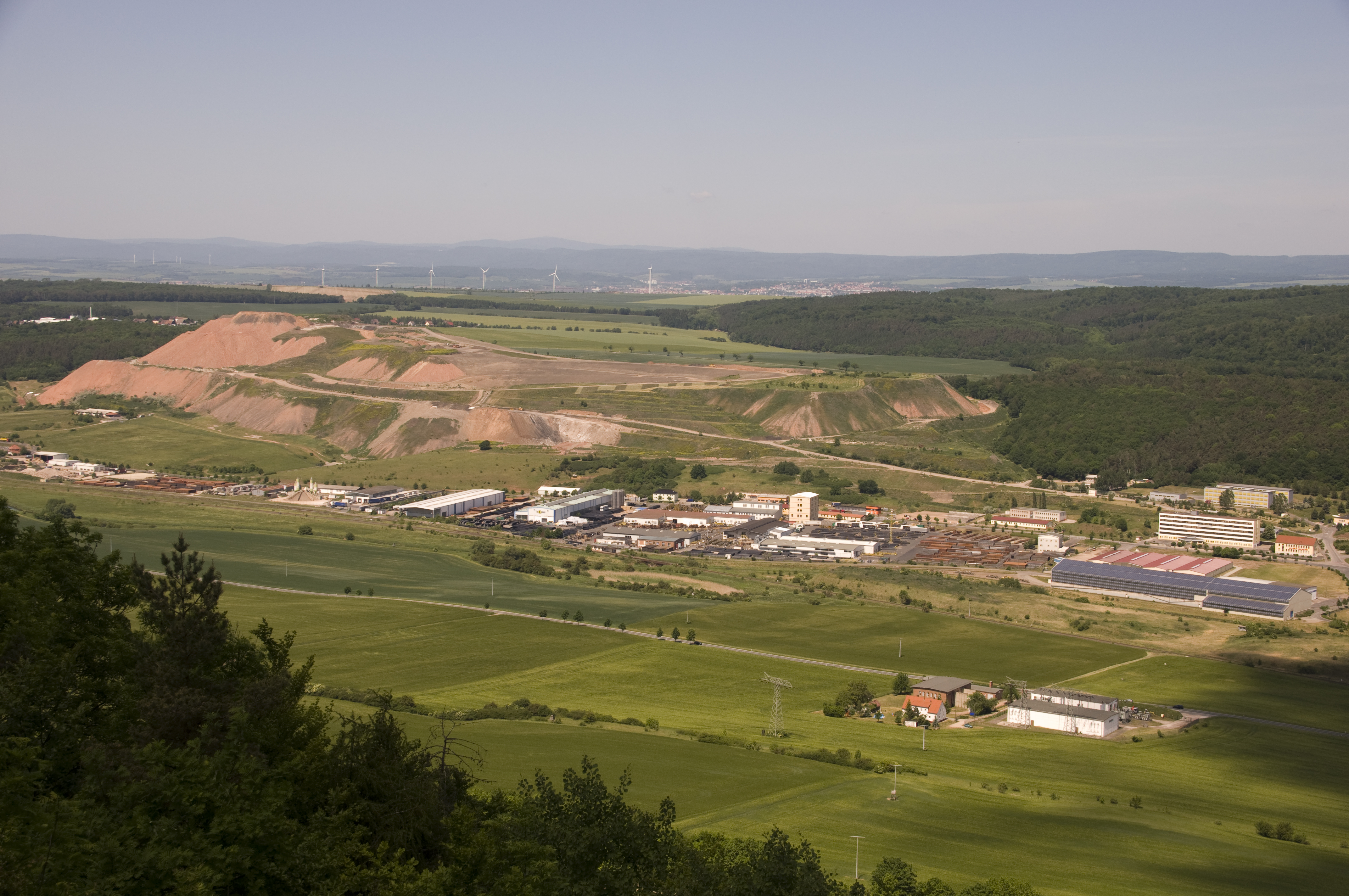
Blick vom Frauenberg auf die Salzhalden
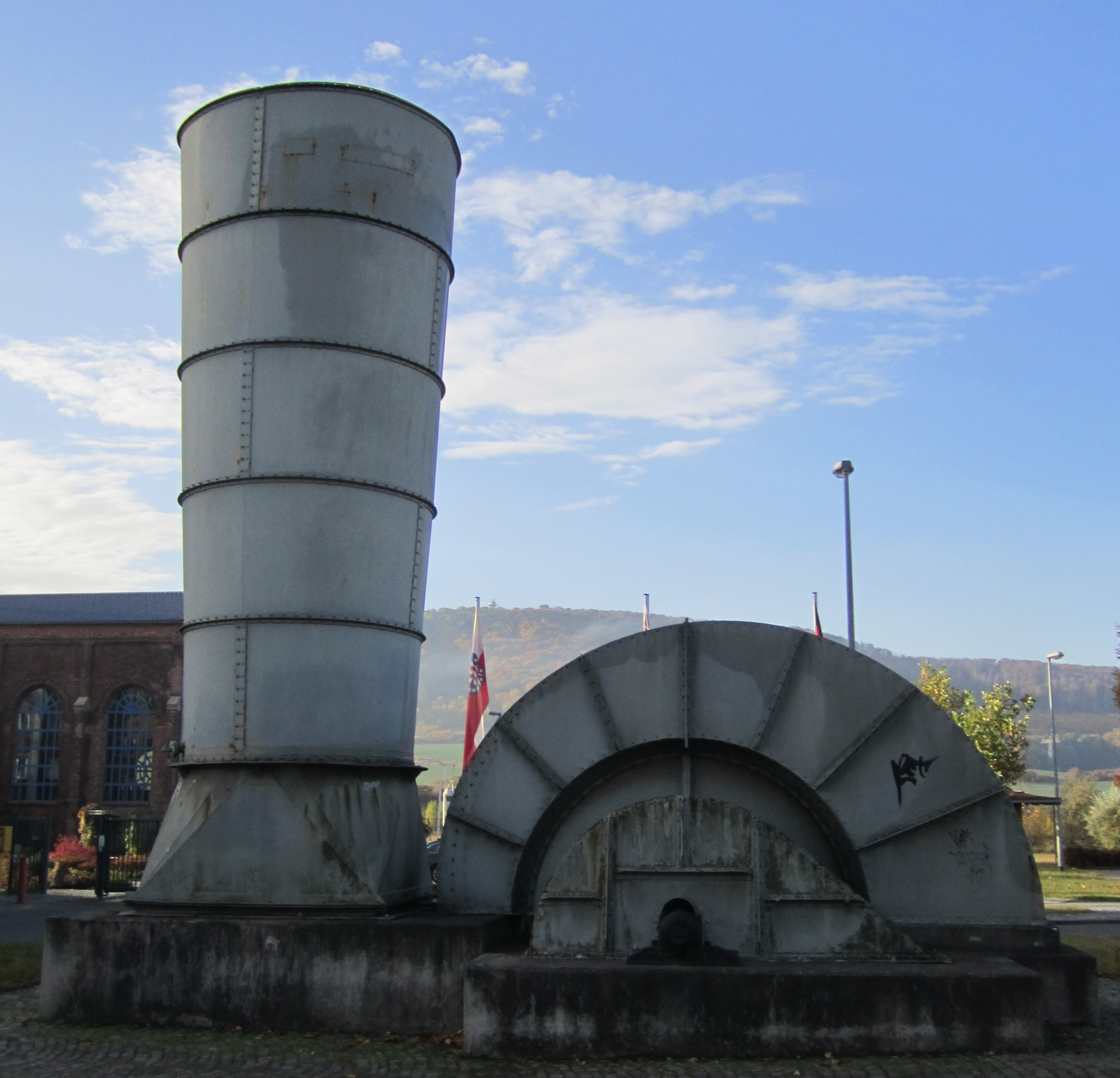
Hauptgrubenlüfter, originaler Standort Schacht VI, museal aufgestellt vor Schacht I
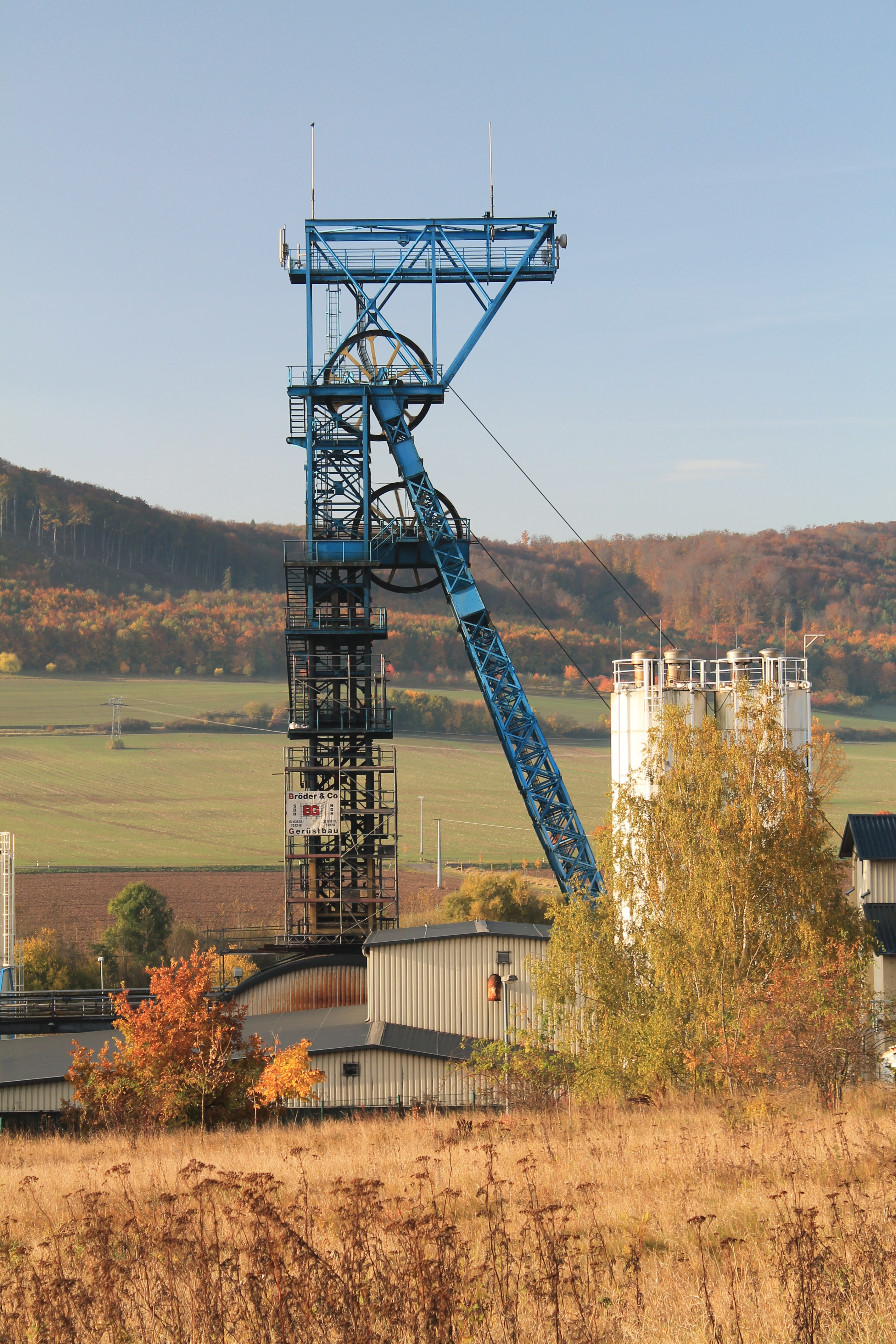
Esserschacht (bis 2018)